# 中山拓郎
中山 拓郎（なかやま たくろう）は、日本の元アマチュア野球選手（捕手）。

## 経歴
滝川高校では、3年生の時に、1970年の春の選抜に捕手として出場。しかし、一回戦で千葉商業高校に敗退する。同年の第52回全国高等学校野球選手権大会に出場し、準々決勝に進出するが、延長戦で東海大学付属相模高校に敗れた。
同年のドラフト会議でロッテオリオンズから7位指名を受けたが、入団を拒否し、高校卒業後は新日本製鐵広畑に入社した。
新日本製鐵広畑では、1971年の都市対抗野球において、新入社どうしの三沢淳（シーズン終了後中日ドラゴンズ入団）とバッテリーを組み優勝を果たし、三沢とともに、小野賞を受賞する。1980年の都市対抗野球では、神戸製鋼の補強選手として出場し、10年連続出場選手として表彰された。
引退後は、1983年から3年間、新日鉄広畑の監督、その後は副部長を務めた。